# Кеш-Крік (Британська Колумбія)
Кеш-Крік (англ. Cache Creek) — селище у провінції Британська Колумбія, Канада. Розташоване в окрузі Томпсон-Нікола.

## Галерея

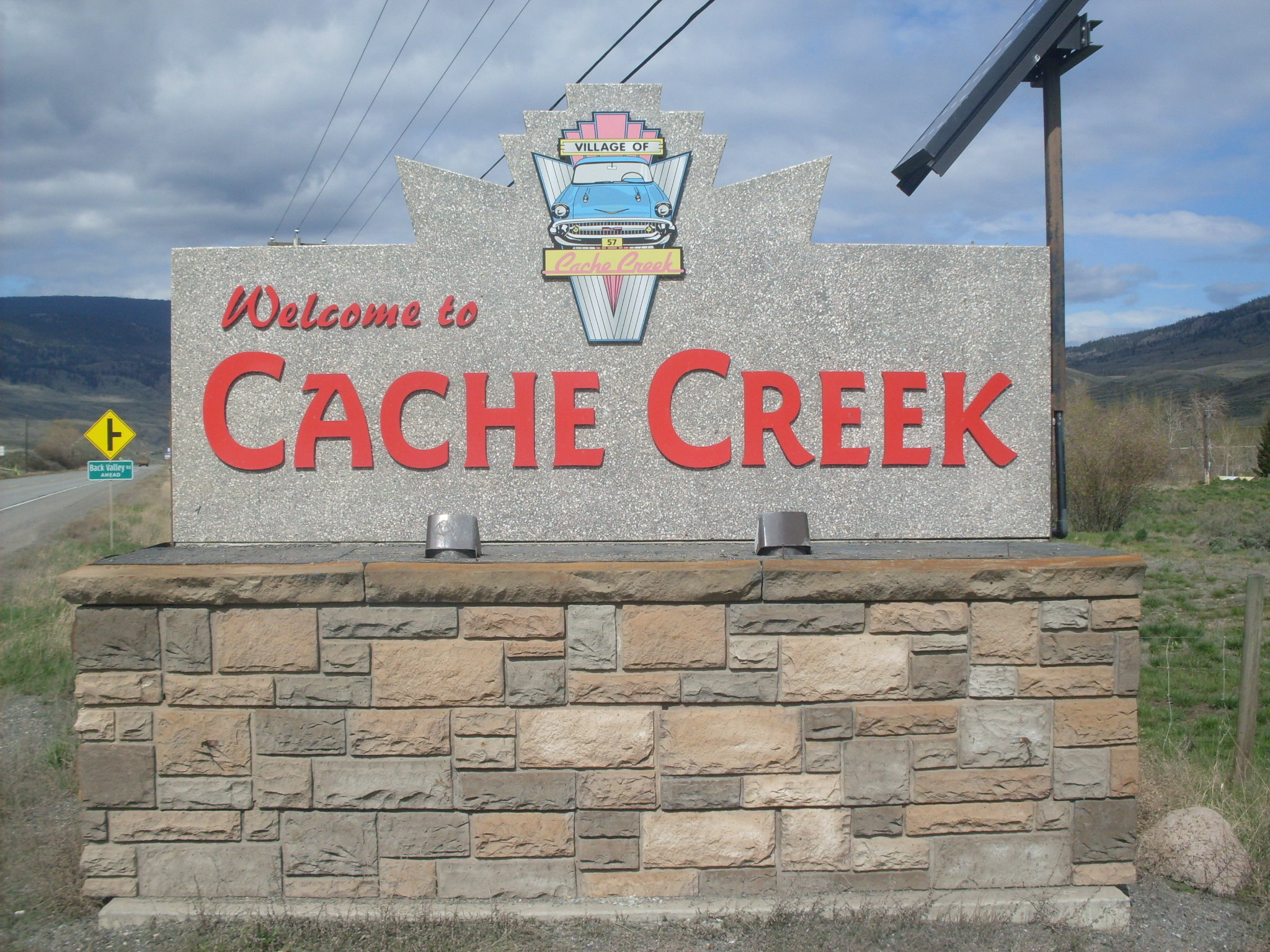
Вітальний знак на в’їзді в село
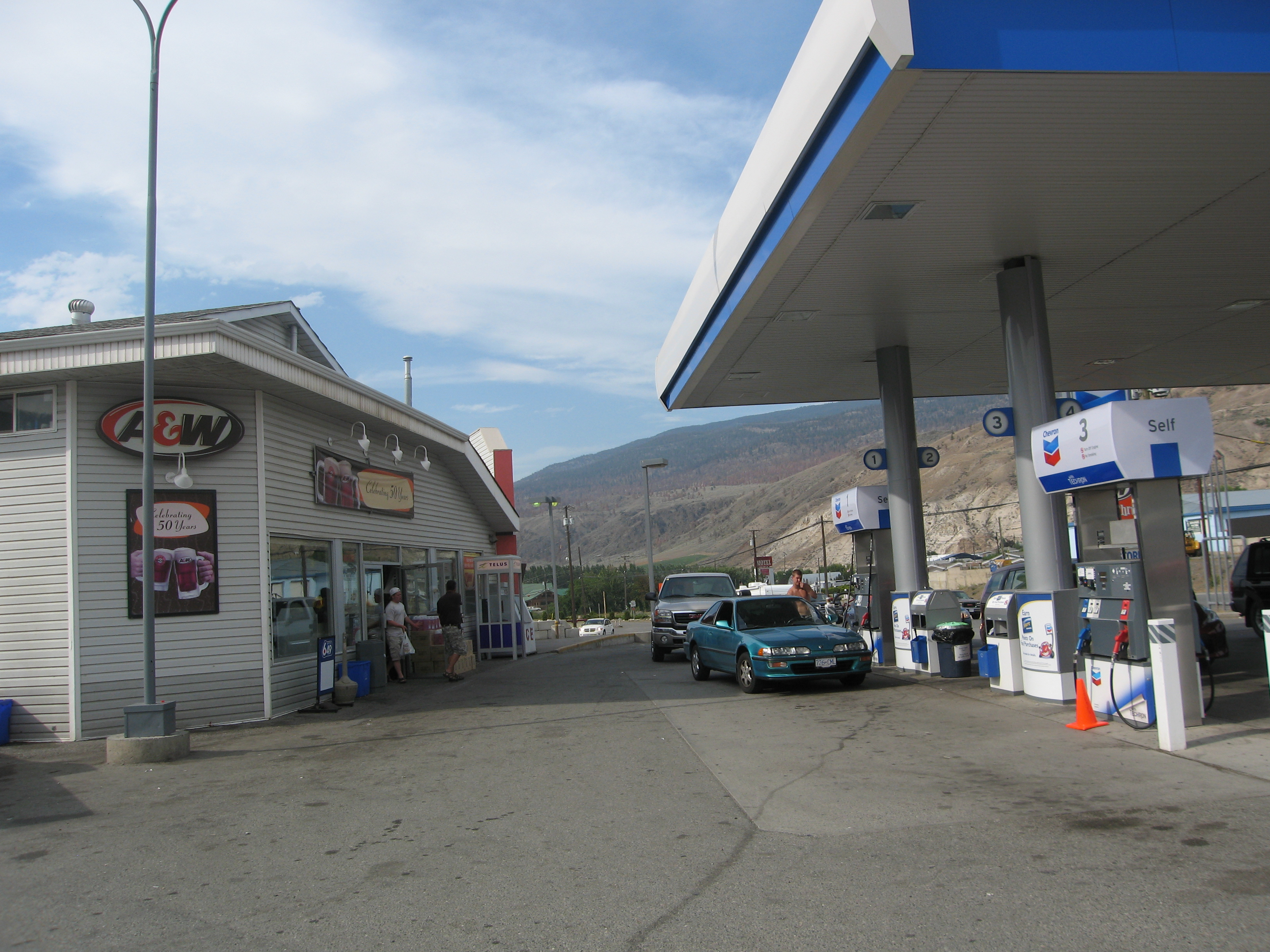
Автозаправна станція Chevron Station

## Зовнішні посилання
- Офіційний сайт [Архівовано 8 Квітня 2019 у Wayback Machine.]